# فلوریان فوکس
فلوریان فوکس (انگلیسی: Florian Fuchs؛ زادهٔ ۱۰ نوامبر ۱۹۹۱) بازیکن هاکی روی چمن اهل آلمان است.
وی همچنین برندهٔ جوایزی همچون برگ بوی نقره‌ای شده‌است.